# إليزابيث غريغ باترسون
إليزابيث غريغ باترسون (بالإنجليزية: Elizabeth Gregg Patterson)‏ هي كاتِبة أمريكية، ولدت في 8 أغسطس 1904، وتوفيت في 15 مارس 1987.